# 黒田長和

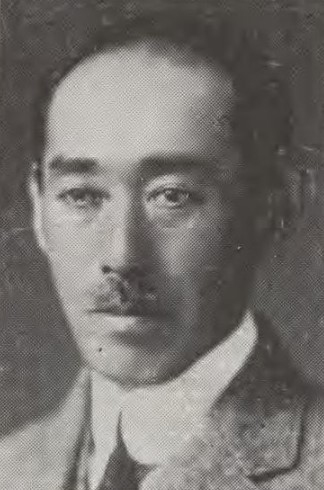
黒田長和

黒田 長和（くろだ ながとし、1881年（明治14年）1月30日 - 1944年（昭和19年）3月8日）は、明治から昭和前期の華族、政治家。男爵、貴族院議員。幼名は峯太郎。

## 経歴
福岡藩最後の藩主・黒田長知の四男。母は側室・田代園子。異母兄に侯爵黒田長成がいる。
1896年（明治29年）断絶した黒田直方家の再興という形で分家し、1896年（明治29年）12月3日、男爵を叙爵し、同月、長和と改名した。1904年（明治37年）7月、学習院高等科を卒業し、東京帝国大学法科大学に入学した。1906年（明治39年）イギリス、ケンブリッジ大学に留学した。
1899年（明治32年）東宮職出仕。宗秩寮審議官、衆議院議員選挙革正審議会委員、内閣制度審議会委員、議会制度審議会委員、議院制度調査会委員、貴族院制度調査会委員などを務めた。
1911年（明治44年）7月10日、貴族院男爵議員に当選し、公正会に所属して死去するまで在任した。

## 親族
妻は子爵毛利高範の娘、久子。長男は男爵・黒田長義。娘の定子は伯爵、伏見博英夫人（離縁）。

## 栄典
位階
- 1931年（昭和6年）4月15日 - 従三位[9]

勲章等
- 1940年（昭和15年）8月15日 - 紀元二千六百年祝典記念章[10]